# Ortega, Guanajuato
Ortega är en ort i Mexiko. Den ligger i kommunen Santa Catarina och delstaten Guanajuato, i den centrala delen av landet, 210 km norr om huvudstaden Mexico City. Ortega ligger 1 536 meter över havet och antalet invånare är 242.
Terrängen runt Ortega är huvudsakligen kuperad. Ortega ligger nere i en dal. Runt Ortega är det ganska glesbefolkat, med 27 invånare per kvadratkilometer. Närmaste större samhälle är Milpillas de Santiago, 18,5 km väster om Ortega. Omgivningarna runt Ortega är i huvudsak ett öppet busklandskap.